# Superstar - Vol. 1
Superstar - Vol. 1 è una raccolta del cantante italiano Nino D'Angelo, pubblicata nel 1998 dalla Butterfly Music.

## Tracce
1. Napoli
2. Forza Campione
3. Compagna Di Viaggio
4. Nun tengo 'o curaggio
5. Popcorn E Patatine
6. Fotoromanzo
7. 'Nu gelato e 'nu cafè
8. 'Nu jeans e 'na maglietta
9. Chiara
10. Core 'e papà
11. Pronto, si tu?
12. Bimba
13. A mare...ooo
14. Vai